# Aston Martin Valhalla
El Aston Martin Valhalla es un próximo automóvil superdeportivo de motor central-trasero producido por el fabricante británico Aston Martin, en colaboración con Red Bull Racing. El coche está destinado para estar por debajo del Valkyrie, que está enfocado a las pistas, para ser más de uso para todos los días.

## Vista general

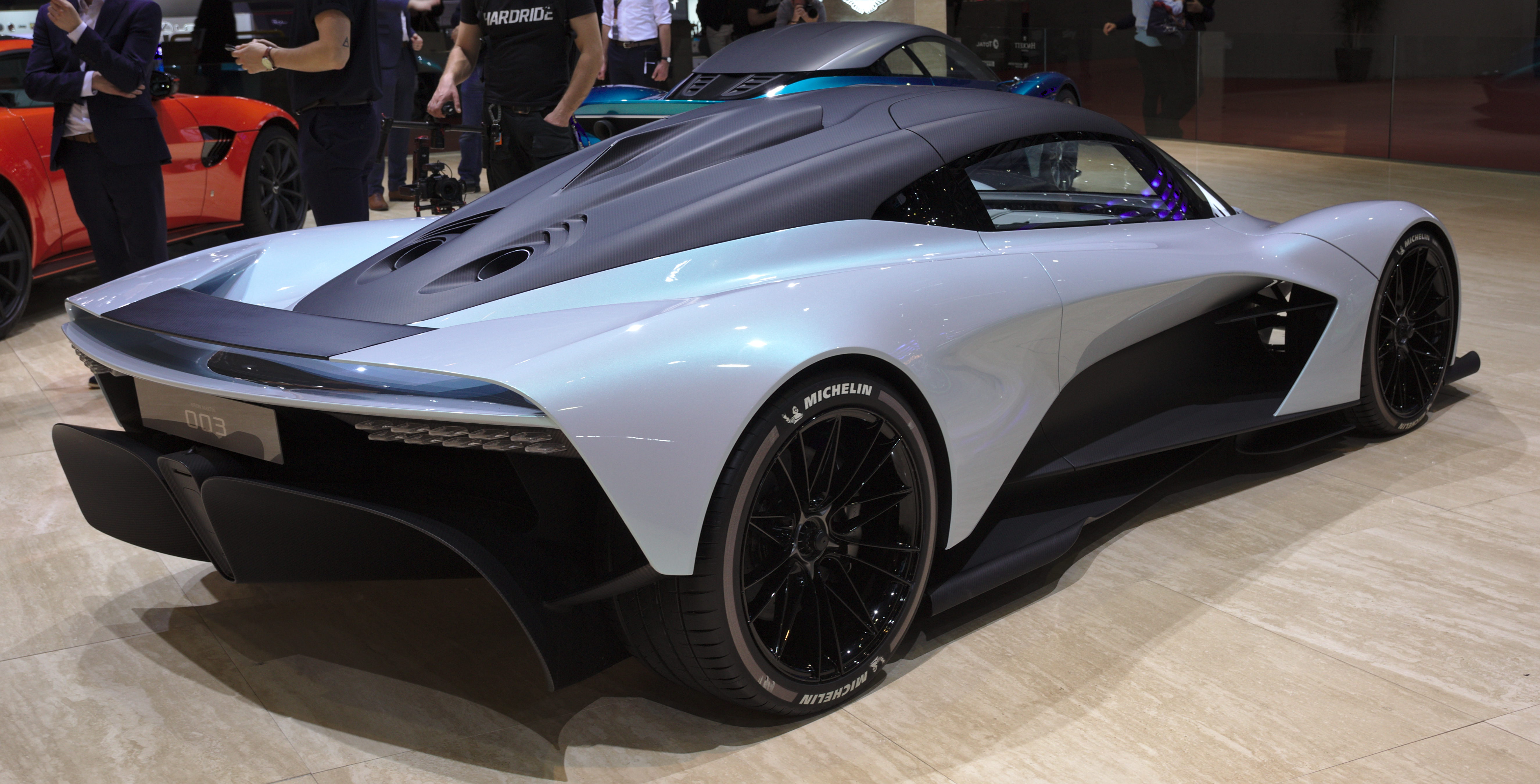
Vista trasera en el Salón del Automóvil de Ginebra de 2019

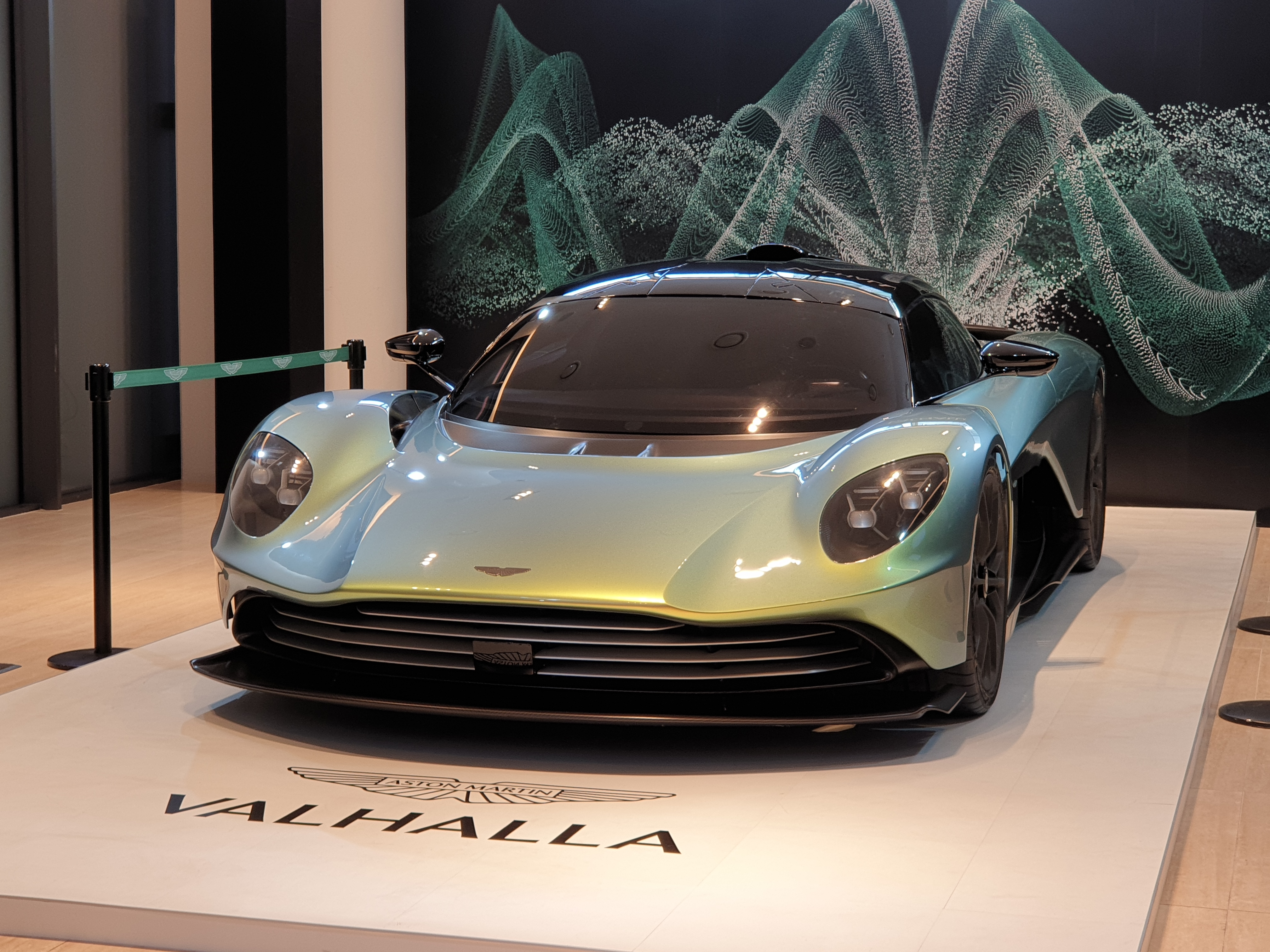
Prototipo en Seúl

El coche es un resultado de la colaboración entre Aston Martin y Red Bull Racing. Inicialmente llamado AM-RB  003, el nombre proyecto fue revelado para ser el "Hijo del Valkyrie" como presentación para el público, ya que utiliza muchas tecnologías primero implementadas en el Valkyrie. El nombre final del coche fue escogido así por ser el paraíso de los guerreros, según la antigua mitología nórdica que, al mismo tiempo, continúa con la tradición de nombrar los coches de Aston Martin comenzando con la letra "V".
La parte clave en el diseño es el alerón trasera "FlexFoil", que puede cambiar la carga aerodinámica sin tener que cambiar su ángulo de ataque. El alerón está integrado a la carrocería y se dice que es capaz de no generar arrastre ni turbulencia aerodinámica.
El interior tiene espacio para guardar el equipaje detrás de los asientos, la consola central y el montaje del teléfono para el conductor. El coche comparte el volante inspirado en las carreras tomado del Valkyrie y se caracteriza por tener unas exclusivas levas de cambio en forma de ala, montadas en la columna de dirección. Además, tiene puertas diédricas para facilitar el acceso y la salida.
El chasis es una variación del monocasco de fibra de carbono del Valkyrie, con los paneles de la carrocería producidos con el mismo material, el cual será producido por Aston Martin, mientras que los paneles de la carrocería aerodinámica serán producidos por Red Bull Racing. El coche tendrá un peso de 1350 kg (2976 libras).
El prototipo usaba inicialmente un motor V6 biturbo híbrido enchufable que estará apoyado por una batería de ion de litio, contrario al del Valkyrie, pero compartiría el sistema KERS del coche insignia. Una potencia combinada de ambos, sería de alrededor de 1000 CV (986 HP; 736 kW). El motor está programado para ser diseñado y desarrollado "en casa" por la compañía y usaría el sistema de cambio de aceite de 90 segundos Castrol Nexcel, usado en el Vulcan, que está enfocado solamente para las carreras, siendo el primer coche de calle en usar dicho sistema. El sistema de escape usa salidas dobles que están ubicadas por arriba del coche, de manera similar al del Porsche 918 Spyder. También contaría con inyección directa y sistema de lubricación por cárter seco. Su planteamiento híbrido enchufable de muy altas prestaciones tiene como rivales directos al Mercedes-AMG One y al Ferrari SF90 Stradale, especialmente este último al compartir un posicionamiento muy similar en sus respectivas gamas.
Posteriormente, se dio a conocer que estaría equipado con un V8 biturbo de origen Mercedes-AMG M178 LS2 de 3982 cm³ (4 L) con una potencia máxima de 750 CV (740 HP; 552 kW), además de dos motores eléctricos, para un combinado de 950 CV (937 HP; 699 kW) y un par máximo de 1000 N·m (738 lb·pie). Con esto, sería capaz de acelerar de 0 a 100 km/h (62 mph) en 2.5 segundos y alcanzar una velocidad máxima de 330 km/h (205 mph). Su motor eléctrico tiene una autonomía de 15 km (9,3 millas) hasta los 130 km/h (81 mph). Su peso total es de 1550 kg (3417 libras), que con su aerodinámica activa logra generar 600 kg (1323 libras) de carga.

## Producción
El coche estaba programado para entrar en producción a finales de 2021, aunque posteriormente estaría planeado para 2023. Originalmente estaría limitada a 500 unidades, aunque en agosto de 2021 se confirmó que se ampliaría a 999 unidades, cuyas entregas a los clientes comenzarían hasta la segunda mitad de 2023, convirtiéndose así en un modelo 2024. Inicialmente su precio se estimaba que rondaría el millón de euros.

## Apariciones en medios
El Valhalla aparece junto con el DB5, el DBS Superleggera y el Aston Martin V8, en la película de James Bond No Time to Die.
También hizo su aparición en los videojuegos de carreras Forza Horizon 5, Asphalt 8: Airborne y Asphalt 9: Legends